# Eleutherodactylus verrucipes
Eleutherodactylus verrucipes es una especie de anfibio anuro de la familia Eleutherodactylidae.

## Distribución geográfica
Esta especie es endémica de México. Habita en los estados de Hidalgo, San Luis Potosí, Guanajuato y Querétaro entre los 200 y 1300 m de altitud.

## Publicación original
- Cope, 1885 "1884" : A contribution to the herpetology of Mexico. Proceedings of the American Philosophical Society, vol. 22, p. 379-404[5]